# Hitradio MS One
Hitradio MS One (oder Hitradio MS One 95,5 MHz, Name des Internetstreams) war ein jugendorientierter privater Hörfunksender in Neusäß bei Augsburg. Es gehörte zur MS One Group. Der Sendebetrieb wurde zum 31. Dezember 2019 eingestellt.

## Programm
Das moderierte Programm hat mit dem Format „Hot AC – Schwerpunkt Charts“ eine Mischung von Pop über Rock bis zu Black und House geboten. Zu den knappen Informationsblöcken gehörten Veranstaltungshinweise, Verkehrsmeldungen, Events und Aktionen, die auch auf der Homepage des Senders behandelt wurden.

## Empfang
Obwohl der Sender in Bayern beheimatet war, war Hitradio MS One bei der BLM (als Internetradio) und bei der LfK (Baden-Württemberg) lizenziert und dort als bundesweiter Radiosender in Baden-Württemberg zugelassen.
Er war überregional in Ulm/Neu-Ulm, Augsburg, München und Nürnberg im Kabelnetz vertreten, sowie mit einem Livestream im Internet.